# Seznam apoštolských nunciů u císařského dvora (1529–1916)
- 1529–1532 Vincenzo Pimpinella, arcibiskup v Rossanu
- 1533–1535 Pier Paolo Vergerio
- 1536–1538 Giovanni Girolamo Morone, biskup v Modeně, pozdější kardinál
- 1538–1539 Fabio Mignanelli, biskup v Luceře, kardinál
- 1539–1541 Giovanni Girolamo Morone, biskup v Modeně, kardinál
- 1541–1545 Girolamo Verallo, biskup v Casertě, kardinál
- 1545 Fabio Mignanelli, biskup v Luceře, kardinál
- 1548–1550 Prospero Santa Croce, biskup v Cisamu, kardinál
- 1550–1554 Girolamo Martinengo
- 1554–1556 Zaccaria Dolfin (Delfino), biskup Hvarský, kardinál
- 1558 Antonio Agustí
- 1560–1561 Stanislav Hosius, biskup v Ermlandu, kardinál
- 1561–1565 Zaccaria Dolfin (Delfino), biskup Hvarský, kardinál
- 1565–1571 Melchiorre Biglia
- 1571–1578 Giovanni Dolfin (Delfino), biskup v Torcellu
- 1578 Bartolomeo Portia
- 1578–1581 Orazio Malaspina
- 1581 Ottavio Santa Croce, biskup v Cervii
- 1581–1584 Giovanni Francesco Bonomi, biskup ve Vercelli
- 1584–1586 Germanico Malaspina, biskup v San Severu
- 1586–1587 Filippo Sega, biskup v Piacenze, kardinál
- 1587–1589 Antonio Puteo, arcibiskup v Bari
- 1589–1591 Alfonso Visconti, pak biskup v Cervii, kardinál
- 1591–1592 Camillo Caetani, patriarcha alexandrijský
- 1592–1597 Cesare Speciano, biskup cremonský
- 1597–1598 Ferrante Farnese, biskup parmský
- 1598–1603 Filippo Spinelli, arcibiskup rhodský, kardinál
- 1604–1607 Giovanni Stefano Ferreri, biskup ve Vercelli
- 1607–1610 Antonio Caetani, arcibiskup v capujský, kardinál
- 1610–1612 Giovanni Battista Salvago, biskup v Luni-Sarzana
- 1612–1616 Placido de Marra, biskup v Melfi
- 1616–1617 Vitaliano Visconti Borromeo, arcibiskup v Hadrianopolis
- 1617–1621 Ascanio Gesualdo, patriarcha konstantinopolský
- 1621–1628 Carlo Carafa, biskup v Averse
  - 1622 Fabrizio Verospi, mimořádný nuncius
- 1628–1630 Giovanni Battista Pallotto, arcibiskup soluňský, kardinál
- 1630–1634 Ciriaco Rocci, arcibiskup v Patrasu, kardinál
- 1634–1639 Malatesta Baglioni, biskup v Pesaru
- 1639–1644 Gaspare Mattei, arcibiskup v Athénách, kardinál
- 1644–1652 Camillo Melzi, arcibiskup v capujský, kardinál
- 1652–1658 Scipione Pannocchieschi d'Elci, arcibiskup v Pise, kardinál
- 1658–1664 Carlo Carafa jr., biskup v Averse, kardinál
- 1665–1667 Giulio Spinola, arcibiskup v Laodiceji, kardinál
- 1668–1671 Antonio Pignatelli, arcibiskup v Larise, kardinál, pozdější papež Inocenc XII. (1691–1700)
- 1671–1675 Mario Alberizzi, arcibiskup v Neocesareji, kardinál
- 1675–1689 Francesco Buonvisi, arcibiskup soluňský, kardinál
- 1692–1696 Sebastiano Antonio Tanara, arcibiskup v Damašku, kardinál
- 1696–1700 Andrea Santa Croce, arcibiskup v Seleukii, kardinál
- 1700–1706 Gianantonio Davia, arcibiskup v Rimini, kardinál
- 1709–1713 Giulio Piazza, arcibiskup v Nazaretu
- 1713–1720 Giorgio Spinola, arcibiskup v Cesareji, kardinál
- 1721–1731 Girolamo Grimaldi, arcibiskup v Edesse, kardinál
- 1731–1738 Domenico Passionei, arcibiskup efeský, kardinál
- 1738–1745 Camillo Paolucci, arcibiskup v Ikoniu, kardinál
- 1746–1754 Fabrizio Serbelloni, arcibiskup v Patrasu, kardinál
- 1754–1760 Ignazio Michele Crivelli, arcibiskup v Cesareji, kardinál
- 1760–1767 Vitaliano Borromeo, arcibiskup thébský, kardinál
- 1767–1774 Antonio Visconti, arcibiskup efeský, kardinál
- 1776–1785 Giuseppe Garampi, arcibiskup v Corneto-Montefiascone, kardinál
- 1785–1793 Giovan Battista Caprara, arcibiskup v Ikonium, kardinál
- 1793–1802 Luigi Ruffo Scilla, arcibiskup v Apamea, kardinál
- 1802–1816 Antonio Gabriele Severoli, arcibiskup v Petře, kardinál
- 1816–1823 Paolo Leardi
- 1826–1832 Ugo Pietro Spinola, arcibiskup thébský, kardinál
- 1832–1836 Pietro Ostini
- 1836–1845 Ludovico Altieri, arcibiskup efezský, kardinál
- 1845–1856 Michele Viale Prelà, arcibiskup kartaginský, kardinál
- 1856–1863 Antonino De Luca, arcibiskup v Tarsu, kardinál
- 1863–1874 Mariano Falcinelli Antoniacci, arcibiskup v Athénách, kardinál
- 1874–1879 Ludovico Jacobini, arcibiskup soluňský, kardinál
- 1880–1887 Serafino Vannutelli, arcibiskup nicejský, kardinál
- 1887–1893 Luigi Galimberti, arcibiskup nicejský, kardinál
- 1893–1896 Antonio Agliardi, arcibiskup v Césareji, kardinál
- 1896–1903 Emidio Taliani, arcibiskup v Sebaste, kardinál
- 1904–1911 Gennaro Granito Pignatelli di Belmonte, arcibiskup edeský, kardinál
- 1911–1912 Alessandro Bavona, arcibiskup v farsalský
- 1912–1916 Raffaele Scapinelli di Léguigno, arcibiskup v Laodiceji, kardinál